# Антикомінтернівський пакт

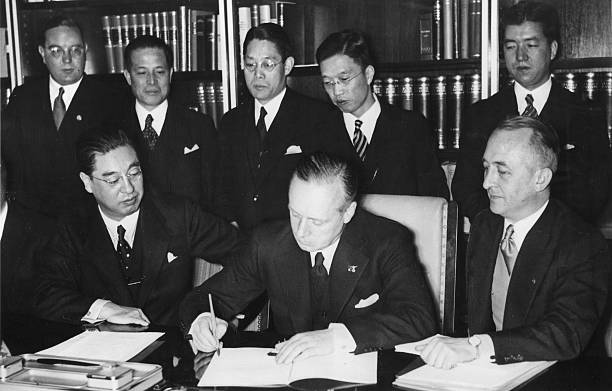
Японський посол у Третьому Рейху віконт Кінтомо Мусянокодзі та міністр закордонних справ нацистської Німеччини Йоахим фон Ріббентроп ставлять підписи на Антикомінтернівському пакті

Антикомінте́рнівський пакт (офіційно нім. Gesamtverband Deutscher antikommunistischer Vereinigungen, яп. ナショナル」ニ対スル協定（きょうさん「インターナショナル」ニたいスルきょうてい）) — договір, укладений 25 листопада 1936 в Берліні між Третім Райхом і Японською імперією з метою боротьби проти Комуністичного Інтернаціоналу. Японська назва: «Японсько-німецький договір про спільну оборону».

## Короткі відомості
Антикомінтернівський пакт складався з трьох статей і «протоколу підписання».
1. Стаття 1 передбачала взаємну інформацію сторін про «активність Комуністичного Інтернаціоналу» і боротьбу з ним.
2. Стаття 2 запрошувала держави, «внутрішньому спокою яких загрожує діяльність Комуністичного Інтернаціоналу», приєднатися до цієї угоди.
3. Стаття 3 встановлювала строк дії пакту на 5 років. В «протоколі підписання» сторони зобов'язались вживати «суворих заходів проти тих, хто всередині країни чи поза нею прямо чи посередньо діє на користь Комуністичного Інтернаціоналу», а також створити постійну комісію для співробітництва в цій боротьбі.

6 листопада 1937 до Антикомінтернівського пакту приєдналося Королівство Італія. Підпис пакту прем'єр-міністром королівства Беніто Муссоліні відбувся на церемонії у Римі, на яку Німеччина делегувала міністра закордонних справ Йоахіма фон Ріббентропа. В день підписання Муссоліні заявив фон Ріббентропу: "Хай події [у Австрії] ідуть своїм ходом", що тоді стало для райхсканцлера Німеччини Адольфа Гітлера сигналом для старту, на який він чекав. Антикомінтернівський пакт перетворився у воєнний союз Третього Рейху, Королівства Італія і Японської імперії.
Запрошення підписати «Антикомінтернівський пакт» отримала і Польща, однак, відхилила його попри обіцянку владнати прикордонні суперечки, остерігаючись перетворитись на маріонеткову державу Німеччини. Приєднатись до Антикомінтернівського пакту відмовився і Китай, стосунки з яким у Рейху зіпсувались в 1937 році з початком Другої Японо-китайської війни. Незважаючи на традиційно тісні економічні контакти з гоміньданівським урядом, Гітлер дійшов висновку, що саме Японія, а не Китай, є надійнішим геостратегічним партнером — Німеччина визнала маріонеткову державу Маньчжоу-Го, відмовилась від претензій на свої колишні колонії в Азії, анексовані Японією, а японцям як нації було присвоєне звання почесних арійців.
1939 року до пакту долучилося Угорське королівство, у 1939—1940 роках — Маньчжурська держава та Іспанська Держава.
У серпні 1939 року Німеччина порушила Антикомінтернівський пакт і уклала з Радянським Союзом Пакт про ненапад терміном на 10 років, у таємному протоколі до якого був обумовлений територіальний устрій Східної Європи і поділ її на зони інтересів. Вже через тиждень Німеччина вчинила напад на Польщу, а за місяць після його підписання Німеччина і Радянський Союз розчленували Польщу, що стало початком Другої Світової війни, в якій проти Німеччини виступили Франція і Велика Британія. 
Капітуляція Франції в червні 1940 року і важке воєнне становище Великої Британії спонукали Японію, зацікавлену у розширенні своїх колоніальних володінь і блокуванні спроб США втрутитись у війни в Азії, шукати більш тісної співпраці з Берліном, якому був потрібен сильний союзник у неминучій війні з СРСР. Подібне зацікавлення у тіснішій співпраці з Німеччиною проявила також Італія, яка шукала союзника для протистояння з Великою Британією та Францією у Північній Африці.
Антикомінтернівський пакт мав доповнення, яке стало відомим лише після Другої світової війни і передбачало спільні воєнні заходи проти Радянського Союзу, взаємну допомогу в нападі на СРСР, заборону будь-яких заходів, які полегшили б становище СРСР.
27 вересня 1940 року у Берліні міністри закордонних справ Йоахім фон Ріббентроп, Сабуро Курусу і Галеаццо Чіано підписали оборонний воєнний союз трьох держав, який передбачав надання протягом наступних 10 років взаємної підтримки у досягненні геополітичних цілей і встановлення нового світового порядку. Про підготовку Берлінського пакту за два дні до його підписання був офіційно повідомлений СРСР — для проведення відповідних переговорів до Берліну 12 листопада 1940 року здійснив візит міністр закордонних справ Вячеслав Молотов, який однією з умов приєднання СРСР до Антикомінтерновського пакту висунув питання анексії Фінляндії. Остаточні радянські пропозиції були направлені у Берлін 25 листопада 1940 року, однак на них не надійшло жодної відповіді, — за розпорядженням Гітлера уже йшла інтенсивна підготовка до війни з СРСР і Німеччина скористалась зацікавленістю Радянського Союзу, щоб укласти з ним 10 січня 1941 року черговий вигідний договір про економічне співробітництво.
25 листопада 1941 чинність «Антикомінтернівського пакту» була продовжена на 5 років і до нього приєдналися Болгарське царство, Фінляндія, Румунське королівство, Данія, Словацька республіка, Незалежна Держава Хорватія і уряд окупованої японцями частини Республіки Китай. Перемога антигітлерівської коаліції у Другій світовій війні привела до ліквідації Антикомінтернівського пакту.
В рамках Троїстого союзу в роки війни Японія, Італія та Німеччина створили тристоронні військові і економічні робочі комісії, які мали б вирішувати нагальні питання. Однак, вони зібрались лише кілька разів і виявились малоефективними, приймаючи рішення, що мали більше декларативний і пропагандистський характер. Найсуттєвішим з них стало солідарне оголошення війни США 11 грудня 1941 року і укладена того ж дня угода про заборону сепаратного миру із Сполученими Штатами або Великою Британією.